# Lista de filmes da A24

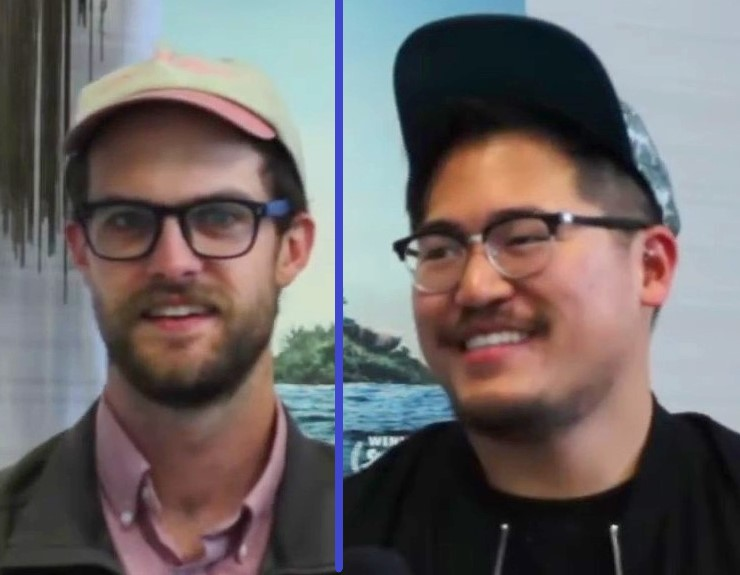
O filme de maior bilheteria da A24 é Everything Everywhere All at Once (2022) de Daniels (foto); o estúdio também lançou seus outros filmes: Swiss Army Man (2016) e The Death of Dick Long (2019)

A24, uma distribuidora de filmes com sede em Nova Iorque, foi lançada por Daniel Katz, David Fenkel e John Hodges em agosto de 2012. Seu primeiro filme, A Glimpse Inside the Mind of Charles Swan III, foi lançado em 8 de fevereiro de 2013. Nesse mesmo ano, a empresa firmou acordos de distribuição plurianuais com Amazon Prime e DirecTV Cinema. A empresa ganhou reconhecimento com o lançamento norte-americano de Spring Breakers (2013), que estreou no 69º Festival Internacional de Cinema de Veneza em 2012. No Oscar 2016, os filmes lançados no ano anterior pela A24 receberam sete indicações: Amy ganhou de Melhor Documentário, Ex Machina ganhou de Melhores Efeitos Visuais e Brie Larson foi premiada como Melhor Atriz por sua atuação em Room. A24 também se tornou um estúdio de produção em 2016, financiando integralmente seu primeiro longa-metragem, Moonlight, em parceria com a Plan B Entertainment. O filme foi lançado com aclamação universal e ganhou três Oscars de oito indicações, incluindo Melhor Filme.
Em 2023, Lady Bird (2017) de Greta Gerwig e Eighth Grade (2018) de Bo Burnham são os filmes de maior audiência da A24 no Rotten Tomatoes, com um índice de aprovação de 99% para cada um, e Moonlight (2016) de Barry Jenkins sendo um dos filmes de maior pontuação no Metacritic com 99 em 100, com base em 53 críticas, indicando "aclamação universal".
Em 2018 e 2019, respectivamente, o estúdio anunciou parcerias plurianuais com Apple TV+ e Showtime Networks para os lançamentos digitais de alguns de seus próximos filmes. Lamb (2021) foi o primeiro filme distribuído pela A24 selecionado como entrada oficial de um país para o Oscar de Melhor Longa-Metragem Internacional. Everything Everywhere All at Once (2022) é o filme de maior bilheteria da A24, com mais de US$ 100 milhões em todo o mundo em bilheteria; o filme também recebeu vários elogios e sete prêmios da Academia, incluindo Melhor Filme.

## Anos 2010
| Data de lançamento      | Título em inglês                              | Diretor(es)                  | Sinopse | Notas                                                | Referências     |
| ----------------------- | --------------------------------------------- | ---------------------------- | --- | ---------------------------------------------------- | --------------- |
| 8 de fevereiro de 2013  | A Glimpse Inside the Mind of Charles Swan III | Roman Coppola                | A vida de Charles desmorona quando sua namorada termina com ele. |                                                      | [ 4 ] [ 6 ]     |
| 15 de março de 2013     | Ginger & Rosa                                 | Sally Potter                 | Na Londres dos anos 1960, a melhor amiga de uma adolescente se apaixona pelo pai dela.                                                                                                |                                                      | [ 31 ] [ 32 ]   |
| 15 de março de 2013     | Spring Breakers                               | Harmony Korine               | Durante as férias de primavera na Flórida, quatro meninas em idade universitária conhecem um excêntrico traficante de drogas que as atrai para um mundo de drogas, crime e violência. |                                                      | [ 33 ] [ 34 ]   |
| 14 de junho de 2013     | The Bling Ring                                | Sofia Coppola                | Um grupo de adolescentes obcecados pela fama, conhecido como Bling Ring, usa as redes sociais para rastrear celebridades e roubar suas casas.                                         |                                                      | [ 35 ] [ 36 ]   |
| 2 de agosto de 2013     | The Spectacular Now                           | James Ponsoldt               | Um encontro entre os estudantes do ensino médio Sutton e Aimee resulta no florescimento de um romance entre os dois.                                                                  |                                                      | [ 37 ] [ 38 ]   |
| 14 de março de 2014     | Enemy                                         | Denis Villeneuve             | As vidas de dois homens idênticos com duas personalidades distintas tornam-se interligadas.                                                                                           |                                                      | [ 39 ] [ 40 ]   |
| 4 de abril de 2014      | Under the Skin                                | Jonathan Glazer              | Uma mulher de outro mundo ataca homens na Escócia através da sedução. |                                                      | [ 41 ] [ 42 ]   |
| 25 de abril de 2014     | Locke                                         | Steven Knight                | A vida de Ivan Locke desmorona enquanto ele atende vários telefonemas durante sua viagem para Londres.                                                                                |                                                      | [ 43 ] [ 44 ]   |
| 6 de junho de 2014      | Obvious Child                                 | Gillian Robespierre          | Depois de um caso de uma noite, uma comediante grávida decide fazer um aborto. |                                                      | [ 45 ] [ 46 ]   |
| 13 de junho de 2014     | The Rover                                     | David Michôd                 | Anos depois de um colapso económico global, dois homens na Austrália perseguem um gangue que os roubou.                                                                               |                                                      | [ 47 ] [ 48 ]   |
| 15 de agosto de 2014    | Life After Beth                               | Jeff Baena                   | Depois que sua namorada morre e milagrosamente volta à vida, Zach aproveita a oportunidade para vivenciar todas as coisas que se arrependeu de não ter feito com ela antes.           |                                                      | [ 49 ] [ 50 ]   |
| 19 de setembro de 2014  | Tusk                                          | Kevin Smith                  | Um podcaster é torturado por um homem estranho que planeja vesti-lo com uma fantasia de morsa perfeitamente construída.                                                               |                                                      | [ 51 ] [ 52 ]   |
| 24 de outubro de 2014   | Laggies                                       | Lynn Shelton                 | Quando seu namorado do ensino médio a pede em casamento, Megan entra em pânico e se esconde na casa de sua amiga de 16 anos.                                                          |                                                      | [ 53 ] [ 54 ]   |
| 24 de outubro de 2014   | Revenge of the Green Dragons                  | Andrew Lau e Andrew Loo      | O imigrante chinês Sonny se rebela contra "Os Dragões Verdes", uma gangue de Chinatown da qual ele faz parte desde a juventude.                                                       |                                                      | [ 55 ] [ 56 ]   |
| 12 de dezembro de 2014  | The Captive                                   | Atom Egoyan                  | Uma apresentação não linear dos eventos que ocorrem após o sequestro da filha de um homem.                                                                                            |                                                      | [ 57 ] [ 58 ]   |
| 31 de dezembro de 2014  | A Most Violent Year                           | J. C. Chandor                | A vida de um imigrante em 1981, onde as ruas da cidade de Nova Iorque são atormentadas por uma corrupção política e industrial desenfreada.                                           |                                                      | [ 59 ] [ 60 ]   |
| 16 de janeiro de 2015   | Son of a Gun                                  | Julius Avery                 | JR é recompensado por Brendan Lynch por orquestrar uma fuga da prisão e mais tarde concorda em roubar uma mina de ouro de Kalgoorlie.                                                 |                                                      | [ 61 ] [ 62 ]   |
| 27 de março de 2015     | While We're Young                             | Noah Baumbach                | Um casal de 40 anos desenvolve uma amizade com um casal de 20 anos. |                                                      | [ 63 ] [ 64 ]   |
| 3 de abril de 2015      | Cut Bank                                      | Matt Shakman                 | Dwayne McLaren e sua namorada testemunham um assassinato em Cut Bank, Montana. |                                                      | [ 65 ] [ 66 ]   |
| 10 de abril de 2015     | Ex Machina                                    | Alex Garland                 | O programador Caleb Smith é convidado por seu CEO para administrar o teste de Turing em um robô humanóide inteligente.                                                                |                                                      | [ 67 ] [ 68 ]   |
| 15 de maio de 2015      | Slow West                                     | John Maclean                 | Jay Cavendish viaja pela fronteira americana ao lado de um caçador de recompensas em busca da mulher que ama.                                                                         |                                                      | [ 69 ] [ 70 ]   |
| 29 de maio de 2015      | Barely Lethal                                 | Kyle Newman                  | O Agente 83 é um agente de inteligência adolescente que anseia por uma adolescência normal.                                                                                           |                                                      | [ 71 ] [ 72 ]   |
| 3 de julho de 2015      | Amy                                           | Asif Kapadia                 | Um documentário que acompanha a vida e a morte da cantora e compositora britânica Amy Winehouse.                                                                                      |                                                      | [ 73 ] [ 74 ]   |
| 31 de julho de 2015     | The End of the Tour                           | James Ponsoldt               | O repórter da Rolling Stone David Lipsky relembra uma entrevista de cinco dias com o romancista David Foster Wallace.                                                                 |                                                      | [ 75 ] [ 76 ]   |
| 7 de agosto de 2015     | Dark Places                                   | Gilles Paquet-Brenner        | Libby Day procura o assassino que matou sua mãe e duas irmãs quando ela tinha sete anos.                                                                                              |                                                      | [ 77 ] [ 78 ]   |
| 25 de setembro de 2015  | Mississippi Grind                             | Anna Boden e Ryan Fleck      | Gerry é um jogador sem sorte cuja sorte começa a mudar quando conhece Curtis, um jovem jogador de pôquer.                                                                             |                                                      | [ 79 ] [ 80 ]   |
| 16 de outubro de 2015   | Room                                          | Lenny Abrahamson             | Mantidos em cativeiro por vários anos, uma jovem e seu filho conseguem escapar. |                                                      | [ 81 ] [ 82 ]   |
| 22 de janeiro de 2016   | Mojave                                        | William Monahan              | Tentando escapar de sua existência privilegiada, Thomas caminha pelo deserto, apenas para se deparar com um vagabundo homicida.                                                       |                                                      | [ 83 ] [ 84 ]   |
| 19 de fevereiro de 2016 | The Witch                                     | Robert Eggers                | No século XVII, uma família puritana encontra forças do mal na floresta além de sua fazenda na Nova Inglaterra.                                                                       |                                                      | [ 85 ] [ 86 ]   |
| 11 de março de 2016     | Remember                                      | Atom Egoyan                  | Um sobrevivente do Holocausto com demência decide matar um criminoso de guerra nazista.                                                                                               |                                                      | [ 87 ] [ 88 ]   |
| 18 de março de 2016     | Krisha                                        | Trey Edward Shults           | Uma mulher afastada da família retorna para um jantar de Ação de Graças. |                                                      | [ 89 ] [ 90 ]   |
| 15 de abril de 2016     | Green Room                                    | Jeremy Saulnier              | Uma banda punk é atacada por skinheads neonazistas depois de testemunhar um assassinato em um clube remoto.                                                                           |                                                      | [ 91 ] [ 92 ]   |
| 15 de abril de 2016     | The Adderall Diaries                          | Pamela Romanowsky            | Sofrendo de bloqueio criativo, o autor Stephen Elliot fica obcecado por um caso de assassinato de alto perfil.                                                                        |                                                      | [ 93 ] [ 94 ]   |
| 13 de maio de 2016      | The Lobster                                   | Yorgos Lanthimos             | Num mundo onde pessoas solteiras são transformadas em animais após 45 dias, um homem e uma mulher tentam estabelecer um relacionamento.                                               |                                                      | [ 95 ] [ 96 ]   |
| 10 de junho de 2016     | De Palma                                      | Noah Baumbach e Jake Paltrow | Um documentário sobre a vida do cineasta americano Brian De Palma. |                                                      | [ 97 ] [ 98 ]   |
| 24 de junho de 2016     | Swiss Army Man                                | Dan Kwan e Daniel Scheinert  | Um homem preso em uma ilha tenta escapar depois de fazer amizade com um cadáver que chega à costa.                                                                                    |                                                      | [ 99 ] [ 100 ]  |
| 15 de julho de 2016     | Equals                                        | Drake Doremus                | Duas pessoas vivem num mundo distópico e pós-apocalíptico onde qualquer sinal de emoção é tratado como uma doença.                                                                    |                                                      | [ 101 ] [ 102 ] |
| 29 de julho de 2016     | Into the Forest                               | Patricia Rozema              | Duas irmãs que moram com o pai têm suas vidas pacíficas interrompidas após uma queda de energia em todo o continente.                                                                 |                                                      | [ 103 ] [ 104 ] |
| 19 de agosto de 2016    | Morris from America                           | Chad Hartigan                | Um garoto de 13 anos sonha em se tornar um rapper em uma cultura dominada pelo EDM.                                                                                                   |                                                      | [ 105 ] [ 106 ] |
| 26 de agosto de 2016    | The Sea of Trees                              | Gus Van Sant                 | Um professor americano viaja para o Japão e conhece Takumi, um estranho ferido que decide ajudar.                                                                                     |                                                      | [ 107 ] [ 108 ] |
| 30 de setembro de 2016  | American Honey                                | Andrea Arnold                | Uma adolescente de uma família problemática foge com uma equipe de vendas itinerantes que atravessa o meio-oeste americano vendendo assinaturas de revistas de porta em porta.        |                                                      | [ 109 ] [ 110 ] |
| 21 de outubro de 2016   | Moonlight                                     | Barry Jenkins                | Uma exploração da vida de um jovem negro gay desde a infância até a idade adulta e as dificuldades que ele enfrenta ao crescer.                                                       | Também produzido pela A24                            | [ 16 ] [ 10 ]   |
| 26 de outubro de 2016   | Oasis: Supersonic                             | Mat Whitecross               | A história da banda de Britpop Oasis. |                                                      | [ 111 ] [ 112 ] |
| 11 de novembro de 2016  | The Monster                                   | Bryan Bertino                | Uma mulher e sua filha ficam presas à noite com uma criatura maliciosa que as caça.                                                                                                   |                                                      | [ 113 ] [ 114 ] |
| 28 de dezembro de 2016  | 20th Century Women                            | Mike Mills                   | Uma mãe solteira determinada, com cerca de 50 anos, cria seu filho adolescente no sul da Califórnia dos anos 1970.                                                                    |                                                      | [ 115 ] [ 116 ] |
| 20 de janeiro de 2017   | Trespass Against Us                           | Adam Smith                   | Filho de um bandido, um criminoso busca um futuro melhor para seu filho. |                                                      | [ 117 ] [ 118 ] |
| 31 de março de 2017     | The Blackcoat's Daughter                      | Oz Perkins                   | Duas meninas deixadas para trás em seu internato durante as férias de inverno devem lutar contra uma misteriosa força do mal.                                                         |                                                      | [ 119 ] [ 120 ] |
| 21 de abril de 2017     | Free Fire                                     | Ben Wheatley                 | Um acordo de armas que deu errado leva a um tiroteio entre dois grupos. |                                                      | [ 121 ] [ 122 ] |
| 5 de maio de 2017       | The Lovers                                    | Azazel Jacobs                | Um casal que se trai se apaixona novamente. | Também produzido pela A24                            | [ 123 ] [ 124 ] |
| 2 de junho de 2017      | The Exception                                 | David Leveaux                | Um oficial da Wehrmacht recebe ordens de determinar se um espião britânico se infiltrou na residência de Guilherme II.                                                                |                                                      | [ 125 ] [ 126 ] |
| 16 de junho de 2017     | It Comes at Night                             | Trey Edward Shults           | Uma família se esconde em uma floresta enquanto a Terra é tomada por uma doença altamente contagiosa.                                                                                 | Também produzido pela A24                            | [ 127 ] [ 128 ] |
| 7 de julho de 2017      | A Ghost Story                                 | David Lowery                 | Um homem se torna um fantasma e permanece na casa que divide com sua esposa. |                                                      | [ 129 ] [ 130 ] |
| 28 de julho de 2017     | Menashe                                       | Joshua Z Weinstein           | Um judeu hassídico viúvo tenta recuperar a custódia de seu filho de 10 anos. |                                                      | [ 131 ] [ 132 ] |
| 11 de agosto de 2017    | Good Time                                     | Irmãos Safdie                | Um ladrão de banco tenta libertar seu irmão com deficiência mental da custódia policial, ao mesmo tempo em que evita sua própria captura.                                             |                                                      | [ 133 ] [ 134 ] |
| 22 de setembro de 2017  | Woodshock                                     | Kate e Laura Mulleavy        | Uma mulher enfrenta a perda da mãe usando uma substância poderosa que tem repercussões violentas e alucinógenas.                                                                      |                                                      | [ 135 ] [ 136 ] |
| 6 de outubro de 2017    | The Florida Project                           | Sean Baker                   | Uma menina de 6 anos mora com sua mãe solteira desempregada em um motel em Kissimmee, Flórida, enquanto elas tentam ficar longe de problemas e sobreviver.                            |                                                      | [ 137 ] [ 138 ] |
| 20 de outubro de 2017   | The Killing of a Sacred Deer                  | Yorgos Lanthimos             | Depois que um cirurgião cardíaco faz amizade com um adolescente ligado ao seu passado, sua família começa a adoecer misteriosamente.                                                  |                                                      | [ 139 ] [ 140 ] |
| 3 de novembro de 2017   | Lady Bird                                     | Greta Gerwig                 | Uma história de amadurecimento de uma estudante do último ano do ensino médio e seu relacionamento tenso com sua mãe, familiares e amigos.                                            |                                                      | [ 141 ] [ 142 ] |
| 1º de dezembro de 2017  | The Disaster Artist                           | James Franco                 | A improvável amizade entre Tommy Wiseau e Greg Sestero resulta na produção de The Room, de Wiseau.                                                                                    |                                                      | [ 143 ] [ 144 ] |
| 15 de dezembro de 2017  | The Ballad of Lefty Brown                     | Jared Moshe                  | Um cowboy recruta um jovem pistoleiro para vingar o assassinato de seu amigo. |                                                      | [ 145 ] [ 146 ] |
| 2 de março de 2018      | The Vanishing of Sidney Hall                  | Shawn Christensen            | Um detetive procura o autor de best-sellers desaparecido, Sidney Hall. |                                                      | [ 147 ] [ 148 ] |
| 30 de março de 2018     | The Last Movie Star                           | Adam Rifkin                  | O ator Vic Edwards aceita um convite para receber o prêmio pelo conjunto de sua obra em um festival de cinema em Nashville, Tennessee.                                                |                                                      | [ 149 ] [ 150 ] |
| 6 de abril de 2018      | Lean on Pete                                  | Andrew Haigh                 | Um garoto de 15 anos começa a trabalhar em um estábulo e faz amizade com um cavalo de corrida doente.                                                                                 |                                                      | [ 151 ] [ 152 ] |
| 27 de abril de 2018     | Backstabbing for Beginners                    | Per Fly                      | Um funcionário que trabalha nas Nações Unidas investiga o assassinato do seu antecessor e descobre uma vasta conspiração global.                                                      |                                                      | [ 153 ] [ 154 ] |
| 18 de maio de 2018      | First Reformed                                | Paul Schrader                | Um ministro protestante luta com sua fé enquanto serve como pastor de uma igreja histórica em declínio no norte do estado de Nova Iorque.                                             |                                                      | [ 155 ] [ 156 ] |
| 25 de maio de 2018      | How to Talk to Girls at Parties               | John Cameron Mitchell        | Enn se depara com um grupo de adolescentes de outro planeta, onde se apaixona por Zan, um alienígena rebelde.                                                                         |                                                      | [ 157 ] [ 158 ] |
| 8 de junho de 2018      | Hereditary                                    | Ari Aster                    | Uma família é assombrada por uma presença maligna após a morte de sua avó reservada.                                                                                                  | Também produzido pela A24                            | [ 159 ] [ 160 ] |
| 29 de junho de 2018     | Woman Walks Ahead                             | Susanna White                | Uma pintora de retratos viaja da cidade de Nova Iorque para Dakotas para pintar um retrato de Touro Sentado em 1890.                                                                  |                                                      | [ 161 ] [ 162 ] |
| 13 de julho de 2018     | Eighth Grade                                  | Bo Burnham                   | Uma adolescente que luta contra a ansiedade se esforça para obter aceitação social de seus colegas durante a última semana da oitava série.                                           | Também produzido pela A24                            | [ 163 ] [ 164 ] |
| 27 de julho de 2018     | Hot Summer Nights                             | Elijah Bynum                 | Em 1991, um adolescente se envolve no tráfico de drogas. |                                                      | [ 165 ] [ 166 ] |
| 3 de agosto de 2018     | Never Goin' Back                              | Augustine Frizzell           | Angela e Jessie abandonaram o ensino médio e vão para Galveston, Texas, para escapar de seus empregos como garçonetes.                                                                |                                                      | [ 167 ] [ 168 ] |
| 10 de agosto de 2018    | A Prayer Before Dawn                          | Jean-Stéphane Sauvaire       | Billy Moore é um jovem boxeador inglês encarcerado que participa de um torneio de Muay thai em busca de uma chance de escapar.                                                        |                                                      | [ 169 ] [ 170 ] |
| 10 de setembro de 2018  | Slice                                         | Austin Vesely                | Após os violentos assassinatos de vários entregadores de pizza, dois sobreviventes decidiram capturar os culpados.                                                                    |                                                      | [ 171 ] [ 172 ] |
| 14 de setembro de 2018  | The Children Act                              | Richard Eyre                 | Um juiz recebe um caso em que um adolescente de 17 anos que sofre de leucemia recusa uma transfusão de sangue porque isso vai contra suas crenças religiosas.                         |                                                      | [ 173 ] [ 174 ] |
| 19 de outubro de 2018   | Mid90s                                        | Jonah Hill                   | Um menino de 13 anos começa a conviver com um grupo de skatistas, em sua maioria mais velhos, enquanto mora em Los Angeles dos anos 1990.                                             | Também produzido pela A24                            | [ 175 ] [ 176 ] |
| 1º de fevereiro de 2019 | Outlaws                                       | Stephen McCallum             | Depois de ser libertado da prisão, um líder de gangue de motociclistas australiano luta para recuperar o controle.                                                                    |                                                      | [ 177 ] [ 178 ] |
| 1º de março de 2019     | The Hole in the Ground                        | Lee Cronin                   | Depois que seu filho desaparece brevemente, Sarah começa a temer que o menino que voltou possa não ser seu filho.                                                                     |                                                      | [ 179 ] [ 180 ] |
| 1º de março de 2019     | Climax                                        | Gaspar Noé                   | Uma trupe de dança francesa dá uma festa que toma um rumo sombrio depois que todos consomem sangria misturada com LSD.                                                                |                                                      | [ 181 ] [ 182 ] |
| 8 de março de 2019      | Gloria Bell                                   | Sebastián Lelio              | Uma mãe divorciada em Los Angeles inicia um novo romance inesperado. |                                                      | [ 183 ] [ 184 ] |
| 5 de abril de 2019      | High Life                                     | Claire Denis                 | Um grupo de criminosos é enviado em missão espacial, viajando em direção a um buraco negro.                                                                                           |                                                      | [ 185 ] [ 186 ] |
| 6 de abril de 2019      | Native Son                                    | Rashid Johnson               | Bigger Thomas é um jovem negro que mora em Chicago e é contratado como motorista de um rico empresário.                                                                               | Também produzido pela A24; distribuído por HBO Films | [ 187 ] [ 188 ] |
| 19 de abril de 2019     | Under the Silver Lake                         | David Robert Mitchell        | Um jovem investiga o súbito desaparecimento de seu vizinho, apenas para se deparar com uma perigosa conspiração.                                                                      |                                                      | [ 189 ] [ 190 ] |
| 17 de maio de 2019      | The Souvenir                                  | Joanna Hogg                  | Uma estudante de cinema inicia um relacionamento com um homem mais velho, carismático, mas indigno de confiança.                                                                      |                                                      | [ 191 ] [ 192 ] |
| 7 de junho de 2019      | The Last Black Man in San Francisco           | Joe Talbot                   | Um jovem negro tenta recuperar a casa de sua infância em um bairro nobre de São Francisco.                                                                                            |                                                      | [ 193 ] [ 194 ] |
| 3 de julho de 2019      | Midsommar                                     | Ari Aster                    | Um grupo de amigos viaja para a Suécia para um festival que ocorre uma vez a cada 90 anos, apenas para se verem nas garras de um culto pagão escandinavo.                             | Também produzido pela A24                            | [ 195 ] [ 196 ] |
| 12 de julho de 2019     | The Farewell                                  | Lulu Wang                    | Depois de saber que sua avó tem pouco tempo de vida, uma família sino-americana decide não contar a ela e agenda uma reunião familiar antes que ela morra.                            |                                                      | [ 197 ] [ 198 ] |
| 26 de julho de 2019     | Skin                                          | Guy Nattiv                   | O skinhead neonazista Bryon Widner decide deixar o movimento de supremacia branca. |                                                      | [ 199 ] [ 200 ] |
| 27 de julho de 2019     | Share                                         | Pippa Bianco                 | Mandy, de 16 anos, descobre um vídeo perturbador de uma noite da qual não se lembra e tenta descobrir o que aconteceu.                                                                | Também produzido pela A24; distribuído por HBO Films | [ 201 ] [ 202 ] |
| 27 de setembro de 2019  | The Death of Dick Long                        | Daniel Scheinert             | Após a perda de um amigo, dois homens se recusam a dizer a causa da morte. | Também produzido pela A24                            | [ 203 ] [ 204 ] |
| 4 de outubro de 2019    | Low Tide                                      | Kevin McMullin               | Depois que dois irmãos encontram um saco de moedas de ouro, eles tentam escondê-lo dos amigos que estão dispostos a fazer qualquer coisa para conseguir o dinheiro.                   |                                                      | [ 205 ] [ 206 ] |
| 18 de outubro de 2019   | The Lighthouse                                | Robert Eggers                | Presos em uma ilha, dois faroleiros enlouquecem. | Também produzido pela A24                            | [ 207 ] [ 208 ] |
| 18 de outubro de 2019   | The Elephant Queen                            | Victoria Stone e Mark Deeble | Uma mãe elefante faz tudo ao seu alcance para proteger seu rebanho. | Co-distribuído com Apple TV+                         | [ 209 ] [ 210 ] |
| 25 de outubro de 2019   | The Kill Team                                 | Dan Krauss                   | Um recruta do Exército dos EUA enfrenta um dilema quando seu pelotão participa do assassinato de civis no Afeganistão.                                                                |                                                      | [ 211 ] [ 212 ] |
| 15 de novembro de 2019  | Waves                                         | Trey Edward Shults           | No sul da Flórida, uma família suburbana navega pelo amor, pelo perdão e pela união após uma perda.                                                                                   | Também produzido pela A24                            | [ 213 ] [ 214 ] |
| 6 de dezembro de 2019   | In Fabric                                     | Peter Strickland             | Um vestido vermelho assombrado atormenta seus donos. |                                                      | [ 215 ] [ 216 ] |
| 13 de dezembro de 2019  | Uncut Gems                                    | Irmãos Safdie                | Um joalheiro e viciado em jogos de azar na cidade de Nova York deve recuperar uma joia cara que comprou para pagar suas dívidas.                                                      | Também produzido pela A24                            | [ 217 ] [ 218 ] |

## Anos 2020
| Data de lançamento      | Título em inglês                           | Diretor(es)                             | Sinopse | Notas                                                                                | Referências                     |
| ----------------------- | ------------------------------------------ | --------------------------------------- | --- | ------------------------------------------------------------------------------------ | ------------------------------- |
| 6 de março de 2020      | First Cow                                  | Kelly Reichardt                         | No noroeste da década de 1820, dois viajantes descobrem que seu plano para ficar rico dependerá do uso da valiosa vaca leiteira de um proprietário de terras. |                                                                                      | [ 219 ] [ 220 ]                 |
| 14 de agosto de 2020    | Boys State                                 | Jesse Moss e Amanda McBaine             | Mil adolescentes que frequentam a Boys State, no Texas, decidem construir seu próprio governo estadual. | Co-distribuído com Apple TV+                                                         | [ 221 ] [ 222 ]                 |
| 2 de outubro de 2020    | On the Rocks                               | Sofia Coppola                           | Pai e filha nutrem suspeitas sobre a fidelidade do marido del. | Co-distribuído com Apple TV+                                                         | [ 223 ] [ 224 ]                 |
| 29 de janeiro de 2021   | Saint Maud                                 | Rose Glass                              | A enfermeira do hospício Maud, recentemente convertida ao catolicismo romano, fica obcecada em salvar a alma de um de seus pacientes. |                                                                                      | [ 225 ] [ 226 ]                 |
| 12 de fevereiro de 2021 | Minari                                     | Lee Isaac Chung                         | Uma família de imigrantes sul-coreanos tenta sobreviver nos EUA durante a década de 1980. |                                                                                      | [ 227 ] [ 228 ]                 |
| 25 de junho de 2021     | False Positive                             | John Lee                                | Uma mulher começa a suspeitar que há algo sinistro em sua gravidez. | Também produzido pela A24; distribuído por Hulu                                      | [ 229 ] [ 230 ]                 |
| 30 de junho de 2021     | Zola                                       | Janicza Bravo                           | Zola é uma stripper de meio período que é convencida por sua nova amiga a viajar para Tampa, na Flórida, para ganhar dinheiro. |                                                                                      | [ 231 ] [ 232 ]                 |
| 23 de julho de 2021     | Val                                        | Leo Scott e Ting Poo                    | Um documentário que acompanha a vida e carreira do ator americano Val Kilmer. | Também produzido pela A24; distribuído por Amazon Studios                            | [ 233 ] [ 234 ]                 |
| 30 de julho de 2021     | The Green Knight                           | David Lowery                            | Gawain, sobrinho do Rei Arthur, parte em uma jornada para testar sua coragem e enfrentar o Cavaleiro Verde. | Também produzido pela A24                                                            | [ 235 ] [ 236 ]                 |
| 8 de outubro de 2021    | Lamb                                       | Valdimar Jóhannsson                     | Um casal sem filhos na zona rural da Islândia se vê criando um cordeiro cativante, mas perturbadoramente humanóide. |                                                                                      | [ 237 ] [ 238 ]                 |
| 29 de outubro de 2021   | The Souvenir Part II                       | Joanna Hogg                             | Uma estudante de cinema lida com as consequências de seu relacionamento com um homem mais velho. |                                                                                      | [ 239 ] [ 240 ]                 |
| 19 de novembro de 2021  | C'mon C'mon                                | Mike Mills                              | Um jornalista de rádio e seu jovem sobrinho criam um vínculo inesperado durante uma viagem pelo país. |                                                                                      | [ 240 ] [ 241 ]                 |
| 24 de novembro de 2021  | The Humans                                 | Stephen Karam                           | Em Lower Manhattan, a família Blake se reúne para um jantar de Ação de Graças. | Também produzido pela A24; co-distribuído com Showtime                               | [ 242 ] [ 243 ]                 |
| 10 de dezembro de 2021  | Red Rocket                                 | Sean Baker                              | Uma estrela pornô fracassada retorna à sua pequena cidade natal no Texas, embora ninguém lá o queira de volta. |                                                                                      | [ 244 ] [ 245 ]                 |
| 25 de dezembro de 2021  | The Tragedy of Macbeth                     | Joel Coen                               | Após uma profecia sobrenatural, Macbeth pretende se tornar o rei da Escócia. | Também produzido pela A24; co-distribuído com Apple TV+                              | [ 246 ] [ 247 ]                 |
| 11 de fevereiro de 2022 | The Sky Is Everywhere                      | Josephine Decker                        | Uma jovem musicista tenta manter as coisas sob controle após a morte de sua irmã mais velha. | Co-distribuído com Apple TV+                                                         | [ 248 ] [ 249 ]                 |
| 4 de março de 2022      | After Yang                                 | Kogonada                                | Uma família tenta salvar a vida de seu membro robótico da família, Yang, que não responde. | Também produzido pela A24; co-distribuído com Showtime                               | [ 250 ] [ 251 ]                 |
| 18 de março de 2022     | X                                          | Ti West                                 | Uma equipe de produção que está filmando um filme pornô corre perigo enquanto está hospedada em uma fazenda isolada no Texas. | Também produzido pela A24                                                            | [ 252 ] [ 253 ]                 |
| 25 de março de 2022     | Everything Everywhere All at Once          | Dan Kwan e Daniel Scheinert             | A proprietária de uma lavanderia de meia-idade, Evelyn Wang, descobre um multiverso repleto de milhares de versões de si mesma. | Também produzido pela A24                                                            | [ 254 ] [ 255 ]                 |
| 20 de maio de 2022      | Men                                        | Alex Garland                            | Uma jovem sai de férias sozinha no interior da Inglaterra após a morte de seu ex-marido. | Também produzido pela A24                                                            | [ 256 ] [ 257 ]                 |
| 27 de maio de 2022      | Elizabeth: A Portrait in Parts             | Roger Michell                           | Um documentário sobre a Rainha Elizabeth II. | Distribuído pela Showtime                                                            | [ 258 ] [ 259 ]                 |
| 24 de junho de 2022     | Marcel the Shell with Shoes On             | Dean Fleischer Camp                     | Um diretor de documentário ajuda Marcel, uma concha de 2,5 centímetros de altura, a procurar sua família. |                                                                                      | [ 260 ] [ 261 ]                 |
| 5 de agosto de 2022     | Bodies Bodies Bodies                       | Halina Reijn                            | Um assassinato acontece durante uma festa entre amigos jovens, ricos e traidores. | Também produzido pela A24                                                            | [ 261 ] [ 262 ]                 |
| 26 de agosto de 2022    | Funny Pages                                | Owen Kline                              | A história da maioridade de um cartunista adolescente. | Também produzido pela A24                                                            | [ 263 ] [ 264 ]                 |
| 16 de setembro de 2022  | Pearl                                      | Ti West                                 | Uma prequela de X, segue as origens de Pearl e como ela se tornou a pessoa que era. | Também produzido pela A24                                                            | [ 265 ] [ 266 ]                 |
| 22 de setembro de 2022  | Instinct                                   | Halina Reijn                            | Uma terapeuta prisional fica obcecada por seu carismático paciente, um violento estuprador em série prestes a receber liberdade condicional. |                                                                                      | [ 267 ]                         |
| 30 de setembro de 2022  | God's Creatures                            | Saela Davis e Anna Rose Holmer          | Numa vila de pescadores varrida pelo vento, uma mãe mente para proteger o filho de uma grave acusação. | Também produzido pela A24                                                            | [ 268 ] [ 269 ]                 |
| 14 de outubro de 2022   | Stars at Noon                              | Claire Denis                            | Uma jovem jornalista americana presa na atual Nicarágua se apaixona por um enigmático inglês que parece ser sua melhor chance de fuga. |                                                                                      | [ 270 ] [ 271 ]                 |
| 21 de outubro de 2022   | Aftersun                                   | Charlotte Wells                         | Uma mulher relembra ter embarcado nas férias de verão na Turquia com seu pai durante sua infância. |                                                                                      | [ 272 ] [ 273 ]                 |
| 28 de outubro de 2022   | Causeway                                   | Lila Neugebauer                         | Um soldado norte-americano sofre uma lesão cerebral traumática e luta para se adaptar à vida em casa. | Produzido pela A24; co-distribuído com Apple TV+                                     | [ 274 ] [ 275 ]                 |
| 18 de novembro de 2022  | The Inspection                             | Elegance Bratton                        | No campo de treinamento, a orientação sexual de Ellis French o torna alvo de trotes quase letais por parte de um instrutor de treinamento e de um colega recruta. | Também produzido pela A24                                                            | [ 276 ] [ 277 ]                 |
| 25 de novembro de 2022  | White Noise                                | Noah Baumbach                           | Dramatiza as tentativas de uma família americana contemporânea de lidar com os conflitos mundanos da vida cotidiana enquanto luta com os mistérios universais do amor, da morte e da possibilidade de felicidade em um mundo incerto.                                          | Produzido pela A24; distribuído pela Netflix                                         | [ 278 ] [ 279 ]                 |
| 2 de dezembro de 2022   | The Eternal Daughter                       | Joanna Hogg                             | Uma artista e sua mãe idosa enfrentam segredos há muito enterrados quando retornam para uma antiga casa de família, agora um hotel assombrado por seu passado misterioso. |                                                                                      | [ 280 ] [ 281 ]                 |
| 9 de dezembro de 2022   | The Whale                                  | Darren Aronofsky                        | Um homem de meia-idade de 272kg tenta se reconectar com sua filha de 17 anos. | Também produzido pela A24                                                            | [ 282 ] [ 283 ]                 |
| 30 de dezembro de 2022  | This Place Rules                           | Andrew Callaghan                        | Um documentário sobre os eventos que levaram ao motim de 6 de janeiro no Capitólio dos EUA. | Produzido pela A24; distribuído pela HBO                                             | [ 284 ] [ 285 ]                 |
| 20 de janeiro de 2023   | When You Finish Saving the World           | Jesse Eisenberg                         | Um estudante do ensino médio busca música enquanto mora com sua mãe formal e rígida, que administra um abrigo para sobreviventes de violência doméstica. | Também produzido pela A24                                                            | [ 286 ] [ 287 ]                 |
| 27 de janeiro de 2023   | Close                                      | Lukas Dhont                             | Um adolescente tenta se distanciar de seu melhor amigo depois que seu relacionamento próximo é comentado. |                                                                                      | [ 288 ] [ 289 ]                 |
| 10 de fevereiro de 2023 | Sharper                                    | Benjamin Caron                          | Um vigarista enfrenta os bilionários de Manhattan. | Também produzido pela A24; co-distribuído com Apple TV+                              | [ 290 ] [ 291 ]                 |
| 14 de março de 2023     | Pi                                         | Darren Aronofsky                        | Um matemático descobre uma série de números ligados à religião enquanto tenta prever os padrões do mercado de ações. | Relançamento do 25º aniversário; originalmente distribuído por Artisan Entertainment | [ 292 ]                         |
| 7 de abril de 2023      | Showing Up                                 | Kelly Reichardt                         | Um artista prestes a fazer uma exposição que mudará sua carreira encontra inspiração no caos da vida. | Também produzido pela A24                                                            | [ 293 ] [ 294 ]                 |
| 14 de abril de 2023     | Beau Is Afraid                             | Ari Aster                               | Um homem educado, mas paranóico, percebe seus maiores medos ao embarcar em uma odisseia surrealista para chegar em casa e assistir ao funeral de sua mãe. | Também produzido pela A24                                                            | [ 295 ] [ 296 ]                 |
| 26 de maio de 2023      | You Hurt My Feelings                       | Nicole Holofcener                       | Uma romancista cujo casamento de longa data é subitamente destruído quando ela ouve o marido dar sua reação honesta ao seu último livro. |                                                                                      | [ 297 ] [ 298 ]                 |
| 2 de junho de 2023      | Past Lives                                 | Celine Song                             | Nora e Hae Sung, duas amigas de infância profundamente ligadas, se separam depois que a família de Nora emigra da Coreia do Sul. Duas décadas depois, eles se reencontram durante uma semana fatídica enquanto confrontam noções de amor e destino.                            | Também produzido pela A24                                                            | [ 298 ] [ 299 ]                 |
| 7 de julho de 2023      | Earth Mama                                 | Savanah Leaf                            | Gia, uma mãe solteira, tenta orientar a vida durante sua última gravidez. | Também produzido pela A24                                                            | [ 300 ] [ 301 ]                 |
| 19 de julho de 2023     | The Deepest Breath                         | Laura McGann                            | Um documentário sobre Alessia Zecchini e sua busca para quebrar o recorde de mergulho. | Produzido pela A24; distribuído pela Netflix                                         | [ 302 ] [ 303 ]                 |
| 21 de julho de 2023     | Stephen Curry: Underrated                  | Peter Nicks                             | Um documentário sobre a carreira do astro do basquete Stephen Curry, desde seu torneio da NCAA de 2008 com Davidson até o Golden State Warriors de 2021 disputado em outro campeonato da NBA.                                                                                  | Produzido pela A24; distribuído pela Apple TV+                                       | [ 304 ] [ 305 ]                 |
| 28 de julho de 2023     | Talk to Me                                 | Danny e Michael Philippou               | Quando um grupo de amigos descobre como conjurar espíritos usando uma mão embalsamada, eles ficam viciados na nova emoção, até que um deles vai longe demais e libera forças sobrenaturais aterrorizantes.                                                                     |                                                                                      | [ 306 ]                         |
| 11 de agosto de 2023    | Medusa Deluxe                              | Thomas Hardiman                         | Um mistério de assassinato ambientado em um concurso competitivo de cabeleireiro. |                                                                                      | [ 307 ]                         |
| 22 de setembro de 2023  | Stop Making Sense                          | Jonathan Demme                          | Um relançamento do documento seminal Talking Heads de Jonathan Demme, STOP MAKING SENSE, para seu 40º aniversário, recentemente restaurado em 4K. | Relançamento; originalmente distribuído por Cinecom Pictures e Island Alive          | [ 308 ]                         |
| 6 de outubro de 2023    | Dicks: The Musical                         | Larry Charles                           | Dois adversários empresariais que percebem que são irmãos gêmeos idênticos decidem trocar de lugar para reunir seus pais divorciados para que todos possam se tornar uma família de verdade novamente.                                                                         | Também produzido pela A24                                                            | [ 309 ]                         |
| 27 de outubro de 2023   | Priscilla                                  | Sofia Coppola                           | O filme segue Priscilla Presley e sua vida com Elvis Presley. |                                                                                      | [ 310 ] [ 311 ] [ 312 ]         |
| 3 de novembro de 2023   | All Dirt Roads Taste of Salt               | Raven Jackson                           | O filme retrata o crescimento, os amores e as tristezas de uma mulher negra no Mississippi, desde a infância até a idade adulta. | Também produzido pela A24                                                            | [ 313 ] [ 314 ]                 |
| 10 de novembro de 2023  | Dream Scenario                             | Kristoffer Borgli                       | Um professor desleixado se torna uma celebridade da noite para o dia depois de aparecer nos sonhos de todos. | Também produzido pela A24                                                            | [ 315 ]                         |
| 8 de dezembro de 2023   | The Zone of Interest                       | Jonathan Glazer                         | O comandante do campo de concentração de Auschwitz, Rudolf Höß, e sua esposa Hedwig se esforçam para construir uma vida de sonho para sua família em uma casa e jardim próximo ao campo.                                                                                       |                                                                                      | [ 316 ]                         |
| 22 de dezembro de 2023  | The Iron Claw                              | Sean Durkin                             | A família Von Erich é uma dinastia de lutadores da década de 1960 que teve enorme sucesso e popularizou o wrestling profissional com garras de ferro. No entanto, eles não só tiveram que lutar dentro do ringue, mas também lutar contra a "maldição de Von Erich" fora dele. | Também produzido pela A24                                                            | [ 317 ]                         |
| 25 de dezembro de 2023  | Occupied City                              | Steve McQueen                           | Um documentário ambientado na atual Amsterdã que traça onde as forças nazistas alemãs de ocupação cometeram atrocidades contra a população judaica local na Segunda Guerra Mundial.                                                                                            | Também produzido pela A24                                                            | [ 318 ] [ 319 ] [ 320 ]         |
| 12 de janeiro de 2024   | My Mercury                                 | Joelle Chesselet, Philippa Ehrlich      | Um conservacionista apaixonado faz um pacto cruel para salvar da extinção aves marinhas ameaçadas de extinção em uma ilha inóspita, sozinho. No final das contas é uma vitória dos pássaros, mas a que preço?                                                                  | Também produzido pela A24; distribuído pela Amazon Prime Video                       | [ 321 ]                         |
| 23 de janeiro de 2024   | Open Wide                                  | Sara Goldblatt                          | John Mew acha que somos todos feios. E a culpa é da vida moderna. Durante décadas ele travou uma guerra solitária contra a ortodontia e aquele rito de passagem adolescente – aparelho ortodôntico.                                                                            | Também produzido pela A24; distribuído pela Netflix                                  | [ 322 ]                         |
| 14 de fevereiro de 2024 | Jerry Lee Lewis: Trouble in Mind           | Ethan Coen                              | Um documentário sobre o cantor e compositor americano Jerry Lee Lewis. | Produzido pela A24; distribuído pela Amazon Prime Video                              | [ 323 ] [ 324 ]                 |
| 1º de março de 2024     | Problemista                                | Julio Torres                            | Um aspirante a designer de brinquedos de El Salvador começa a trabalhar para um errante pária do mundo da arte na Cidade de Nova Iorque, na esperança de permanecer no país e realizar seu sonho antes que seu visto de trabalho expire.                                       | Também produzido pela A24                                                            | [ 325 ] [ 326 ] [ 327 ] [ 328 ] |
| 8 de março de 2024      | Love Lies Bleeding                         | Rose Glass                              | O recluso gerente de academia Lou se apaixona por Jackie, uma ambiciosa fisiculturista que viaja da cidade até Las Vegas em busca de seu sonho. Mas o amor delas desencadeia a violência, puxando-os profundamente para a teia da família criminosa de Lou.                    | Também produzido pela A24                                                            | [ 329 ]                         |
| 29 de março de 2024     | Steve! (Martin): A Documentary in 2 Pieces | Morgan Neville                          | Um documentário em duas partes sobre o artista americano Steve Martin. | Produzido pela A24; distribuído pela Apple TV+                                       | [ 330 ] [ 331 ]                 |
| 12 de abril de 2024     | Civil War                                  | Alex Garland                            | Os Estados Unidos estão à beira de uma guerra civil num cenário de futuro próximo. | Também produzido pela A24                                                            | [ 332 ]                         |
| 3 de maio de 2024       | I Saw the TV Glow                          | Jane Schoenbrun                         | A realidade fica confusa para dois adolescentes que se unem por causa de um misterioso programa de televisão. | Também produzido pela A24                                                            | [ 333 ] [ 334 ]                 |
| 3 de maio de 2024       | The Sixth                                  | Andrea Nix Fine e Sean Fine             | Um documentário sobre o ataque ao Capitólio dos Estados Unidos em 6 de janeiro. | Produzido por A24; lançamento em vídeo sob demanda                                   | [ 335 ]                         |
| 7 de junho de 2024      | Tuesday                                    | Daina O. Pusić                          | Uma mãe e sua filha com doença terminal encontram a Morte, uma arara falante. | Também produzido pela A24                                                            | [ 336 ] [ 337 ]                 |
| 21 de junho de 2024     | Janet Planet                               | Annie Baker                             | A maioridade de uma menina de 11 anos que mora com a mãe em Massachusetts, 1991. | Também produzido pela A24                                                            | [ 338 ]                         |
| 5 de julho de 2024      | MaXXXine                                   | Ti West                                 | Uma sequência de X que acompanha uma estrela de filmes adultos que se torna atriz enquanto uma serial killer tem como alvo as estrelas de Hollywood na Los Angeles dos anos 1980.                                                                                              | Também produzido pela A24                                                            | [ 339 ] [ 340 ]                 |
| 12 de julho de 2024     | Sing Sing                                  | Greg Kwedar                             | Um grupo de prisioneiros dentro da Penitenciária de Sing Sing, uma prisão de segurança máxima, forma um grupo de teatro e encena uma produção original. |                                                                                      | [ 341 ] [ 342 ]                 |
| 6 de setembro de 2024   | The Front Room                             | Os Irmãos Eggers                        | Uma mulher grávida vigia sua sogra enganadora. | Também produzido pela A24                                                            | [ 343 ] [ 344 ]                 |
| 6 de setembro de 2024   | Look into My Eyes                          | Lana Wilson                             | Um documentário sobre médiuns na Cidade de Nova Iorque. | Também produzido pela A24                                                            | [ 345 ]                         |
| 20 de setembro de 2024  | A Different Man                            | Aaron Schimberg                         | Um homem com neurofibromatose passa por uma cirurgia reconstrutiva facial e fica obcecado pelo ator que o interpreta em uma produção teatral baseada em sua vida anterior. | Também produzido pela A24                                                            | [ 346 ]                         |
| 29 de maio de 2025      | Bring Her Back                             | Danny Philippou Michael Danny Philippou | | Também produzido pela A24                                                            | [ 347 ]                         |

## Próximos filmes

### Filmes datados
| Data de lançamento     | Título em inglês          | Diretor(es)              | Sinopse | Notas                                          | Referências     |
| ---------------------- | ------------------------- | ------------------------ | --- | ---------------------------------------------- | --------------- |
| 11 de outubro de 2024  | The Last of the Sea Women | Sue Kim                  | Um documentário sobre haenyeo, pescadoras sul-coreanas. | Produzido pela A24; distribuído pela Apple TV+ | [ 348 ] [ 349 ] |
| 11 de outubro de 2024  | We Live in Time           | John Crowley             | Um encontro casual dá início a um relacionamento entre um chef e uma recém-divorciada. |                                                | [ 350 ]         |
| 8 de novembro de 2024  | Heretic                   | Scott Beck e Bryan Woods | Um homem prende dois missionários mórmons dentro de sua casa labiríntica. | Também produzido pela A24                      | [ 351 ] [ 352 ] |
| 27 de novembro de 2024 | Queer                     | Luca Guadagnino          | Na Cidade do México da década de 1940, o expatriado americano William Lee se apaixona por um jovem militar aposentado da Marinha, Eugene Allerton.                                                                     |                                                | [ 353 ] [ 354 ] |
| 6 de dezembro de 2024  | Y2K                       | Kyle Mooney              | Em uma realidade alternativa onde o problema do ano 2000 acontece, dois amigos invadem uma festa do colégio em 1999.                                                                                                   | Também produzido pela A24                      | [ 355 ] [ 356 ] |
| 13 de dezembro de 2024 | On Becoming a Guinea Fowl | Rungano Nyoni            | Shula tropeça no corpo de seu tio. Enquanto os procedimentos do funeral começam ao redor deles, ela e seus primos trazem à tona os segredos enterrados de sua família zambiana de classe média.                        | Também produzido pela A24                      | [ 357 ] [ 358 ] |
| 20 de dezembro de 2024 | The Brutalist             | Brady Corbet             | Um arquiteto judeu nascido na Hungria, que sobreviveu ao Holocausto, emigra para os Estados Unidos com sua esposa, mas enfrenta pobreza e indignidade até assinar um contrato que mudará sua vida com um cliente rico. |                                                | [ 359 ]         |
| 25 de dezembro de 2024 | Babygirl                  | Halina Reijn             | Uma CEO de alto escalão começa um caso com um jovem estagiário. | Também produzido pela A24                      | [ 360 ] [ 361 ] |
| 3 de outubro de 2024   | Architecton               | Victor Kossakovsky       | as maneiras como a arquitetura em pedra e concreto expressa os valores das sociedades | Também produzido pela A24                      | [ 362 ]         |
| 24 de outubro de 2024  | Parthenope                | Paolo Sorrentino         | A bela Parthenope busca o amor nos verões quentes e inebriantes e nas noites intermináveis de sua juventude em Nápoles, Itália, enquanto se apaixona pelos muitos personagens inesquecíveis da cidade.                 |                                                | [ 363 ]         |
| 9 de maio de 2025      | Friendship                | Andrew DeYoung           | Craig, um pai de família suburbano obcecado por seu novo e carismático vizinho, cujas tentativas de formar uma amizade ameaçam ruir as vidas de ambos os homens                                                        |                                                | [ 364 ]         |

### Filmes sem data
| Ano  | Título em inglês           | Diretor(es)                | Notas                                         | Referências |
| ---- | -------------------------- | -------------------------- | --------------------------------------------- | ----------- |
| 2025 | The Smashing Machine       | Benny Safdie               | Também produzido pela A24                     | [ 365 ]     |
| TBA  | Altar                      | Egor Abramenko             | Também produzido pela A24                     | [ 366 ]     |
| TBA  | Death of a Unicorn         | Alex Scharfman             | Também produzido pela A24                     | [ 367 ]     |
| TBA  | Eddington                  | Ari Aster                  | Também produzido pela A24                     | [ 368 ]     |
| TBA  | Eternity                   | David Freyne               | Também produzido pela A24                     | [ 369 ]     |
| TBA  | High and Low               | Spike Lee                  | Produzido pela A24; distribuído pelaApple TV+ | [ 370 ]     |
| TBA  | Huntington                 | John Patton Ford           |                                               | [ 371 ]     |
| TBA  | If I Had Legs I'd Kick You | Mary Bronstein             | Também produzido pela A24                     | [ 372 ]     |
| TBA  | The Legend of Ochi         | Isaiah Saxon               | Também produzido pela A24                     | [ 373 ]     |
| TBA  | Marty Supreme              | Josh Safdie                |                                               | [ 374 ]     |
| TBA  | Materialists               | Celine Song                | Também produzido pela A24                     | [ 375 ]     |
| TBA  | Mother Mary                | David Lowery               | Também produzido pela A24                     | [ 376 ]     |
| TBA  | Opus                       | Mark Anthony Green         | Também produzido pela A24                     | [ 377 ]     |
| TBA  | Warfare                    | Ray Mendoza e Alex Garland | Também produzido pela A24                     | [ 378 ]     |
| TBA  | Wizards!                   | David Michôd               | Também produzido pela A24                     | [ 379 ]     |